# Hervé Vilard
Pour les articles homonymes, voir René Villard et Villard.
René Villard, dit Hervé Vilard, né le 24 juillet 1946 à Paris en France, est un auteur-compositeur-interprète français.
Il connaît le succès à partir de 1965 grâce à sa chanson Capri c'est fini. Nous (1979), Reviens (1980) et Méditerranéenne (1983) font partie de ses autres grands succès.

## Biographie

### Enfance
René Villard naît dans un taxi en route pour l'hôpital Saint-Antoine le 26 juillet 1946 à 5 heures du matin à Paris,,. Orphelin d'un père corse qu'il ne rencontrera jamais, il est, à l'âge de six ans, retiré à sa mère, vendeuse de violettes, déchue de ses droits maternels à la suite d'une dénonciation d'une voisine la disant alcoolique.
Il est envoyé à Paris, à l'orphelinat Saint-Vincent-de-Paul, matricule 764, où il subit des viols ainsi que des coups de martinet.
Après avoir tenté de s'échapper plusieurs fois,, il est placé successivement dans sept familles d'accueil. Parmi ces familles, il est élevé par des métayers berrichons très pauvres qui l'élèvent comme leur propre fils.
En 1957, il rencontre à La Celette l'abbé Anthony Angrand, qui l'éveille à la musique et à la littérature,. Il devient alors enfant de chœur. À treize ans, il obtient son certificat d'études avec mention. Chanteur à l'église, il envisage, un an plus tard, de s'investir dans une carrière musicale. Auparavant, il est forcé à aller à Felletin apprendre le métier de maçon, et fait sa première fugue.

#### Fugue et adolescence à Paris
En 1962, à seize ans, Villard fugue une deuxième fois. Il part cette fois à Paris, où il fréquente loubards et prostituées dans le quartier de Pigalle. Après avoir effectué quelques cambriolages et autres dégradations (il tague notamment sur les murs « OAS vaincra » et « Libérez  Salan »), il est placé en foyer de redressement.
Rêvant toujours d'une carrière musicale, il enchaîne les auditions et les séances de Radio-crochet.
Durant cette même année 1962, il rencontre dans le quartier Montparnasse le peintre Dado. Remarquant que le jeune homme a faim, Dado lui offre la moitié de son sandwich et l'invite à son vernissage. Villard s'y rend et sympathise avec le galeriste Daniel Cordier, qui deviendra en 1962 son tuteur légal jusqu'à sa majorité,, et lui permettra de côtoyer la haute société parisienne, notamment André Malraux, Pierre Mendès France, Yvonne de Gaulle, François Mitterrand, Francis Bacon, Henri-Georges Clouzot, Louis Aragon, Marie-Laure de Noailles et Nadine de Rothschild.
Il trouve un emploi chez Sinfonia, un disquaire des Champs-Élysées,,. La nuit, pour payer ses cours de chant, il est disc-jockey dans les boîtes de nuit, notamment au Bus Palladium,.

#### Débuts de carrière
Repéré lors d'une audition par le directeur des disques Philips, Villard signe avec le label Mercury Records un contrat qui aboutit en décembre 1964 à la sortie de son premier 45 tours. L'EP, qui comprend quatre titres dont Je veux chanter ce soir et Une voix qui t'appelle, ne connaît pas le succès.
Sa maison de disques veut lui faire chanter une reprise d'un tube américain mais il refuse, voulant écrire et composer ses propres chansons. On lui accorde alors deux mois.
René Villard prend alors le nom de scène d'« Hervé Vilard », enlevant un « L » à son patronyme pour qu'il soit plus gros sur les titres et adoptant le prénom d'« Hervé » qui correspond phonétiquement aux initiales de son vrai nom « R. V. »,,,. Il ne désire pas enlever le « D » final, de peur qu'on le confonde avec le fils de Jean Vilar.

### Carrière musicale

#### Capri c'est fini
Travaillant à l'élaboration de son deuxième 45 tours, il s'inspire d'une chanson de Charles Aznavour, C'est fini. En rentrant d'une audition ratée au Golf-Drouot, il aperçoit dans un couloir du métro une grande affiche publicitaire représentant une baie méditerranéenne sur laquelle est écrit "Partez en vacances à Capri". Il rentre chez lui inspiré, écrit des paroles, compose et chante sur son petit magnétophone Farfisa en sept minutes la mélodie de Capri, c'est fini (le titre d'origine était Marie, c'est fini, à la suite d'une rupture amoureuse avec une jeune fille de Nice). Sa maison de disques, peu enthousiaste, consent finalement à produire le titre. Refusée par le jury du concours la Rose d'or d'Antibes, elle est néanmoins diffusée sur Europe 1, elle sort en juin 1965 sur un EP rassemblant trois autres titres, dont la reprise d'un succès italien de Jimmy Fontana Il Mondo et l'adaptation d'une ritournelle du folklore napolitain. Le titre se classe n°2 des ventes en France, où il s'écoule à plus de 400 000 exemplaires. La chanson est alors enregistrée en plusieurs langues, et se classe n°1 en Espagne, au Brésil et en Turquie, ainsi que dans le Top 15 en Allemagne, en Autriche, en Suisse germanophone, en Belgique et aux Pays-Bas.
En novembre 1965, il assure la première partie d'une tournée de Claude François, et donne de nombreux concerts au Palais d'Hiver à Lyon, le plus grand music-hall d'Europe à l'époque.
Son premier 33 tours, qui inclut douze titres dont Capri, c'est fini, est diffusé dans toute l'Europe et s'écoule à 450 000 unités,.
Il part en tournée au Liban, à Varsovie, à Moscou.
Il figure au centre au premier rang sur la photo du siècle regroupant, en avril 1966, 46 vedettes françaises du yéyé. Il fait des tournées aux côtés d'Adamo, de Michèle Torr et de son ami Christophe, et devient ami avec Dalida qui le parraine,.

#### Difficultés croissantes
En 1966, il connaît le succès avec les titres Fais-la rire, Mourir ou vivre et Pedro. Toutefois, ses ventes diminuant à chaque disque, la presse se montre très dure avec lui, Jacques Chancel titrant même un article « Hervé Vilard, c'est fini ». Son attaché de presse organise alors une tentative de suicide bidon.
En cette année 1966, il donne aussi des concerts à guichets fermés au nouveau Palais des Sports d'Oran, en Algérie, ainsi qu'au Maroc. Il part aussi en tournée en Espagne à Madrid, Alicante et Séville.
En 1967, Jacques Revaux compose Comme d'habitude et la propose à Hervé Vilard. Ce dernier accepte et annonce qu'il l'utilisera en face B d'un disque. Entre-temps, Revaux, qui désire travailler avec Claude François, la présente à celui-ci. Aidé du parolier Gilles Thibaut, ils la retravaillent et Revaux convainc ensuite Hervé Vilard d'y renoncer.

#### Coming out
Classé parmi les « chanteurs à minettes », il fait en 1967 son coming out bisexuel dans l'émission Radioscopie de Jacques Chancel. Une telle révélation est à cette époque rarissime même dans le milieu réputé très libre des gens du spectacle. Ses conseillers et sa maison de disque le disent alors encore plus « foutu ».

#### Départ en Amérique latine (1967 - 1978)
Il part en tournée de deux ans en Amérique latine, où les titres Yo tengo penas et Un Adios connaissent le succès, notamment en Argentine. Il est de retour en France en 1969 avec Sayonara, écrite par Jacques Revaux, qui atteint les 100 000 ventes.
Il fait pourtant partie, de 1970 à 1974, de l'« écurie » Claude Carrère, avant d'intégrer le label Tréma. En plus d'albums en Amérique latine, de nouveaux titres sortent en France, parmi lesquels On laisse toujours quelqu'un derrière soi ou encore Amore caro Amore bello qui dépasse les 150 000 ventes.
Il est invité à chanter à Téhéran devant l'impératrice Farah Pahlavi, dans son palais, et donne des concerts publics dans l'Israël de Moshe Dayan et l'Espagne de Franco.
En 1977, le titre Rêveries s'écoule à 150 000 exemplaires. L'album La génération de mauvaise réputation, lui, est un échec.

#### Nouveaux grands succès en France (1978 - 1983)
Il renoue avec un grand succès populaire en France avec le titre Nous, disque d'or en 1979 pour plus d'un million de ventes, devenant la quatrième meilleure vente de l'année en France.
Il en profite pour ressortir Capri, c'est fini qui s'écoule à plus de 250 000 exemplaires. Le titre suivant, J'ai mal, je t'aime s'écoule quant à lui à plus de 150 000 exemplaires.
Il est pour la première fois en vedette sur la scène de l'Olympia, du 31 décembre 1979 au 6 janvier 1980. Un album live paraît en mars 1980. La même année, paraît le tube Reviens, 7e vente l'année en France, avec plus de 800 000 exemplaires. Durant cette décennie, il continue à sortir des albums et à se produire en tournées, proposant également des spectacles de charité et des apparitions dans des orphelinats. Le chanteur se produit à l'Olympia en janvier 1981 puis en septembre 1982. Il sort un album live en 1981 qui est disque d'or, tout comme la compilation 14 chansons d'or.
En 1982, paraît Je l'aime tant, qui se vend à plus de 300 000 exemplaires.
En 1983, paraît l'album Ensemble, porté par le titre Méditerranéenne. Cette chanson, une adaptation de L'italiano de Toto Cutugno, s'écoule à plus de 600 000 exemplaires.

#### Nouvelle baisse de popularité
En 1984, il sort l'album de reprises Les Chansons que j'aime. Dans cet album, Hervé Vilard reprend notamment Comme d'habitude qu'on lui avait proposé, Que je t'aime de Johnny Hallyday, avec qui il avait composé ensemble auparavant, La Maladie d'amour de Michel Sardou, et Les Paradis perdus de son ami Christophe. L'album P'tit brun deux ans plus tard. Il se produit en 1986 sur le podium du Tour de France, puis à l'Olympia.
L'album L'Amour défendu sort en 1990, dont le titre éponyme traite du sida. Les 15 et 16 mai 1991, il est de retour à l'Olympia.
Du 9 au 19 janvier 1992, le Théâtre des Variétés accueille Hervé Vilard, où il reçoit des mains de Jean-Paul Belmondo l'Ordre national du Mérite.
En 1995, paraît son dernier disque d'or, la compilation La vie est belle, le monde est beau.
Il est de nouveau à l'Olympia en 1996. Il y revient en 1997 pour rendre hommage à cette salle mythique peu avant sa démolition et reconstruction.
De la fin des années 1990 au début des années 2000, le chanteur multiplie en France des concerts et galas concernant des chansons des années 1980 (au cours desquels il partage l'affiche avec Patrick Juvet, Rose Laurens, Dave, Jean-Pierre Mader et Plastic Bertrand), des prestations radiophoniques locales et, en 1998, publie un nouvel album titré Simplement,.

#### Reconnaissance et fin de carrière

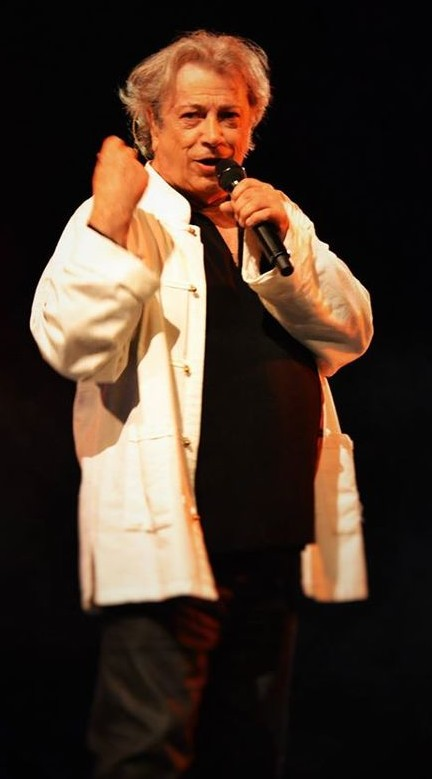
Hervé Vilard sur scène au Festival Païoun Ven, à Contes, sur la Côte d'Azur, le 21 juillet 2016.

En janvier 2004, Hervé Vilard inaugure, dans la région du Berry où il a passé son enfance, une salle de spectacle portant son nom. Le mois suivant, son univers musical s'élargit avec la parution de Cri du cœur, dans lequel sont mis en musique des textes d'auteurs de la littérature contemporaine comme Marguerite Duras, Bertolt Brecht, Aragon, Pablo Neruda, Bernard Dimey et Kurt Weill, Eugène Ionesco et Jean Genet,,. Cette incursion dans un registre musical plus élitiste vaut au chanteur estampillé « variété française » d'être invité à de nombreuses émissions télévisées, au festival des Francofolies de La Rochelle et de recevoir les honneurs d'une partie de la presse qui l'avait jusque-là ignoré, comme Libération,. Il chante six semaines de récital au Théâtre de Dix heures.
Le 11 janvier 2006, il publie chez Fayard le premier tome de son autobiographie, L'Âme seule, dédiée à son père adoptif Daniel Cordier. Le second tome, Le Bal des papillons, paraît le 2 novembre 2007. Ces deux volumes connaissent un succès critique et public (plus de 275 000 ventes).
En novembre 2008, un accident cardiaque l'oblige à annuler deux concerts.
Après avoir raillé la tournée nostalgique des yéyés Âge tendre et têtes de bois, Hervé Vilard fait partie de la saison 5 en 2010, revient en 2011 pour la saison 6, puis remplace Michel Delpech sur les dernières dates de la saison 7, début 2013, avant de faire partie de la saison 8.
En novembre 2015, paraît Hervé Vilard et nous..., un hommage public à de grands textes de la littérature française enregistré à l'occasion d'un récital au Théâtre La Bruyère,.
À 71 ans, Hervé Vilard chante pour la dernière fois lors d'une dernière tournée nationale qui passe par l'Olympia début mai 2018, souhaitant mettre un terme à plus de 50 ans de carrière, là où il avait débuté.[source insuffisante]
Le 21 mai 2019, pour les 20 ans d'Etonnez-moi Benoit de France Musique, Hervé Vilard interprète L'Écharpe de Maurice Fanon,.[source insuffisante]
Le 4 novembre 2020, il publie la troisième partie de ses mémoires, intitulée Du lierre dans les arbres.
En 2025, il est à nouveau sur scène au Festival d'Avignon, en tant qu'acteur, aux côtés de l'actrice et metteuse en scène Suzanne de Baecque et du comédien Zakary Bairi dans Charles Péguy, ta mère et tes copines, j'en ai rien à foutre, pièce proposée dans le cadre du programme « Vive le sujet ! ».

## Vie privée
Grâce au succès de Capri c'est fini, il s'achète un studio avenue des Champs-Élysées, à côté du Lido, où il loge chez lui des danseuses du cabaret voisin. Antoine et Les Charlots vivent également dans le même immeuble.
En 1967, quand Jacques Chancel lui demande s'il a une petite amie, il répond « Ma petite amie s'appelle Robert », devenant ainsi le premier chanteur français à effectuer un coming out médiatique : il se dit bisexuel.
Lors d'un voyage en Amérique latine, il rencontre une jeune femme de 27 ans, Consuela, qui est une fille d'instituteurs. Il raconte dans le troisième tome de ses Mémoires que celle-ci décédera dans un accident de voiture, en étant enceinte de lui. Il lui dédie la chanson Pour toi ce n'était rien, qu'il chantera chaque année à l'Olympia de 1979 à 1985.
Durant les années 1960, il retrouvera sa mère par l'intermédiaire de journalistes, qui en profiteront pour immortaliser ce moment et revendre les photos. Il vit alors pendant quatre ans avec elle. Alcoolique et atteinte de la maladie d'Alzheimer, elle meurt en 1981,. Il déménage alors pour habiter avenue Pierre-Ier-de-Serbie, dans le 16e arrondissement de Paris.
Il se lie avec une danseuse du Lido et chanteuse Kim Harlow, mais celle-ci décède d'une tumeur au cerveau le 29 novembre 1992.
Il s'installe à partir de 1989 à La Celette, où il achète et fait restaurer le presbytère de l'abbé Anthony Angrand qu'il avait rencontré en 1957, pour en faire sa maison principale,,. Il vend cette propriété en 2016 pour s'installer à Paris, dans le Quartier latin.
Marguerite Duras était une grande admiratrice d'Hervé Vilard. Il confie à Libération : « Elle aimait des chansons complètement inconnues. À chaque album, elle m'envoyait un petit mot me disant qu'elle préférait ça et ça, avec beaucoup de délicatesse et de sournoiserie ». N'ayant jamais vraiment aimé la vague yé-yé, il a été très ami avec Michèle Torr, Dalida, Nicoletta, Alice Dona, et Christophe.

## Discographie

### Albums studio
- 1965 : Capri c'est fini
- 1966 : Jolie ou pas jolie (Petite fille)
- 1969 : Ya para qué
- 1970 : Chante avec moi
- 1971 : On laisse toujours quelqu'un derrière soi
- 1975 : La chica con los ojos claros
- 1977 : Rêveries
- 1979 : Nous
- 1979 : J'm'en balance
- 1981 : Je l'aime tant
- 1983 : Ensemble
- 1984 : Les chansons que j'aime
- 1986 : Venise pour l'éternité
- 1990 : L'Amour défendu
- 1997 : Simplement
- 2004 : Cri du cœur

### Albums live
- 1974 : Premier Olympia
- 1980 : Olympia 1980
- 1981 : Olympia 1981
- 1982 : Olympia 1982
- 1992 : Théâtre des Variétés 92
- 2007 : Olympia 2007
- 2015 : Hervé Vilard et nous... Chantons !

### Répertoire

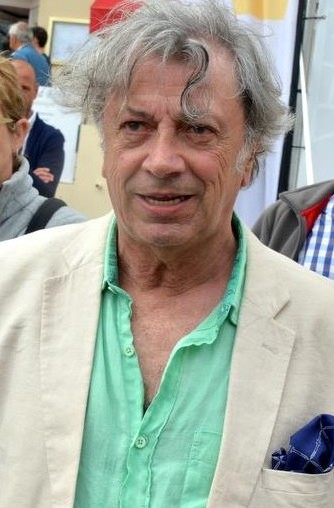
Hervé Vilard en 2015 au festival du film de Cabourg.

En France, pays où le chanteur a connu le plus de succès, ses ventes sont estimées à près de 11 millions d'exemplaires.
Hormis Capri c'est fini, qui s'est classé dans plusieurs pays (Espagne, Allemagne, Autriche, Pays-Bas, Turquie, Brésil, Chili...) et s'est vendu à un total de 3 millions de copies, le succès du chanteur à l'étranger reste limité.

#### En français
Parmi ses autres succès, on peut citer Fais-la rire, Mourir ou vivre, Sayonara, Les Anges du matin, Tous les enfants ont besoin d'amour, Amore caro, Amore bello, Elle était belle, Rêveries, J'ai mal, je t'aime, Je l'aime tant, et surtout Nous, Reviens et Méditerranéenne, composés par Toto Cutugno et adaptés en français pour et par Hervé Vilard et Didier Barbelivien.

#### En espagnol
Parmi ses titres en espagnol, l'on peut citer Vivir o morir, Ya para que, Yo tengo penas et Un Adios et Capri se acabo (numéro 1 en Espagne). Il reprend aussi le succès Comme j'ai toujours envie d'aimer de Marc Hamilton sous le titre Asi te quiero, sortie en vinyle sur un album colombien.

#### En japonais
En japonais, il chantera Sayonara, Elvira, Une voix qui t'appelle et Capri c'est fini.

#### En allemand
En allemand, il commence d'abord par chanter Capri, c'est fini. En 1971 il reprend à nouveau le tube Comme j'ai toujours envie d'aimer de Marc Hamilton, sous le titre Komm, en face B de Am Morgen bist du schön. Il enregistrera également une version allemande de Nous et de Reviens.

#### En italien
En italien, il reprend Capri c'est fini qui devient Capri mon Capri. Il enregistre aussi une version italienne de Sayonara et de Reviens.

## Théâtre
2025 : Charles Péguy, ta mère et tes copines, j'en ai rien à foutre de Suzanne de Baecque, Festival d'Avignon

## Publications
Ses Mémoires sont parus en trois tomes :
- 2006 : L'Âme seule[70]
- 2007 : Le Bal des papillons[71]
- 2020 : Du lierre dans les arbres[27]